# Бирсештій-де-Сус (Арджеш)
Бирсештій-де-Сус (рум. Bârseștii de Sus) — село у повіті Арджеш в Румунії. Входить до складу комуни Тігвень.
Село розташоване на відстані 147 км на північний захід від Бухареста, 43 км на північний захід від Пітешть, 110 км на північний схід від Крайови, 98 км на південний захід від Брашова.

## Населення
За даними перепису населення 2002 року у селі проживала 421 особа, усі — румуни. Усі жителі села рідною мовою назвали румунську.